# Parányi György
Parányi György (Győr, 1923. december 15. – Kina, Kujlin 2008. április 15.) magyar közgazdász, egyetemi tanár, az MTA doktora.
| Parányi György                            | Parányi György                              |
| Kattints az alábbi külső linkek egyikére! | Kattints az alábbi külső linkek egyikére!   |
| ----------------------------------------- | ------------------------------------------- |
| Nem található szabad kép.(?)              |                                             |
| külső link · jogvédett                    | A Pécsi Egyetemi Almanach, 1367–2019 fotója |

## Szakmai életútja
1957-ben a Budapesti Műszaki Egyetem Gépészmérnöki Karán gépészmérnök oklevelet szerzett. Kandidátusi értekezését 1967-ben, MTA doktori értekezését 1990-ben védte meg. Az MTA Ipargazdaságtani Kutatócsoportban dolgozott. 1990–1996 között mint címzetes egyetemi tanár a Pécsi Tudományegyetem Közgazdaságtudományi Karán az Ipargazdaságtan Tanszéken dolgozott. Főiskolai tanár volt a Budapesti Gazdasági Főiskola Külkereskedelmi Karának TQM tanszékén.
A Kozma utcai izraelita temetőben nyugszik.

## Tagságok
Tagja volt a következő társaságoknak: MTA Ipargazdasági Bizottság, MTA Ergonómiai Albizottság,  MTESZ Szervezési és Vezetési Tudományos Társaság.
Szerkesztőbizottságokban tag volt a következő folyóiratoknál: Ipargazdasági Értekezések, Ipargazdasági Szemle, Ipargazdaság.

## Díjai, elismerései
- Hevesi Gyula-emlékérem
- MTESZ-díj
- Munka Érdemrend ezüst fokozata

## Legfontosabb könyvei
- Korszerű munkaszervezés. KJK. Budapest, 1962
- A vezetés munkaszervezési feladatai. Budapest, 1966
- Munkahelyek elemzése. KJK. Budapest, 1968
- A szervezési tennivalók feltárásának gyors módszerei. KJK. Budapest, 1975
- Munkaszervezés. Műszaki K. Budapest, 1977
- Ergonómia, munkaszervezés. Műszaki K. Budapest, 1980
- A korszerűsítő fejlesztés. KJK: Budapest, 1983
- Munkahelyek elemzése. Budapest, 1986
- Minőség és vállalat: A termékminőség mint a fejlesztés gazdasági, vezetési-szervezési kategóriája. GTE. Budapest, 1989
- A minőség tervezése - szervezése a kis és középvállalkozásoknál. (Lakárdy Zsolttal) Vállalkozási ÁBC sorozat. Glob Info Alapítvány, Budapest, 1994
- Minőséget – gazdaságosan. Budapest, 1999
- A folyamatok szabályozása és fejlesztése. Budapest, 2005